# Вилар-де-Масада
Вилар-де-Масада (порт. Vilar de Maçada)  —  населённый пункт и район в Португалии,  входит в округ Вила-Реал. Является составной частью муниципалитета  Алижо. По старому административному делению входил в провинцию Траз-уж-Монтиш и Алту-Дору. Входит в экономико-статистический  субрегион Доуру, который входит в Северный регион. Население составляет 1236 человек на 2001 год. Занимает площадь 19,75 км².